# Caitlin Murphy
Caitlin Murphy (Sydney, 2 de agosto de 1986) é uma atriz e modelo australiana. Ela ficou conhecida após interpretar Veronica "Ronny" Robinson de Power Rangers: Operation Overdrive.

## Filmografia
Televisão
- Power Rangers: Operation Overdrive - Ronny Robinson

Teatro
- The Princess and the Pea - Princesa
- Sweet Charity - Ensemble

Filme
- The Story of Isabella Bergman - Isabella Bergman